# Копривец
Копривец (болг. Копривец) — село в Болгарии. Находится в Русенской области, входит в общину Бяла. Население составляет 895 человек.

## Политическая ситуация
В местном кметстве Копривец, в состав которого входит Копривец, должность кмета (старосты) исполняет Емил Тодоров Георгиев (коалиция в составе 6 партий: Демократы за сильную Болгарию (ДСБ), Движение «Георгиев день», ВМРО — Болгарское национальное движение, Демократическая партия Болгарии (ДП), Союз свободной демократии (ССД), Союз демократических сил (СДС)) по результатам выборов правления кметства.
Кмет (мэр) общины Бяла — Юрий Петков Симеонов (Гражданский союз за новую Болгарию) по результатам выборов в правление общины.